# Harfotsspinnare
Harfotsspinnare, Calliteara är ett släkte av fjärilar som beskrevs av Arthur Gardiner Butler 1881. Calliteara ingår i underfamiljen tofsspinnare till familjen näbbflyn, Erebidae.
Båda könen är bevingade. Vingarna är övervägande grå, de främre med mörka teckningar. De ända ut mot spetsen starkt långhåriga frambenen hålls vanligen under vilan framåtsträckta. Larverna är, liksom fjädertofsspinnarnas, på ryggen prydda med 4 till 5 tvärskurna hårborstar.

## Arter
Det finns cirka 35 kända arter i släktet, varav två finns i Norden:
- Bokspinnare, Calliteara pudibunda (Carl von Linné, 1758)
- Granharfotsspinnare, Calliteara abietes (Denis & Schiffermüller, 1775)

Arten askgrå harfotsspinnare, Dicallomera fascelina, räknas numera till släktet Dicallomera.

## Dottertaxa tillCalliteara, i alfabetisk ordning[1][2]
- Calliteara abietes, Granharfotsspinnare
- Calliteara angulata
- Calliteara aphrasta
- Calliteara argentata
- Calliteara box
- Calliteara cerigoides
- Calliteara cox
- Calliteara diplozona
- Calliteara fidjiensis
- Calliteara flavobrunnea
- Calliteara horsfieldii
- Calliteara lairdae
- Calliteara minor
- Calliteara nandarivatus
- Calliteara pseudolairdae
- Calliteara pudibunda,  Bokspinnare
  - Calliteara pudibunda paktia
- Calliteara strigata
  - Calliteara strigata cordata
- Calliteara varia
- Calliteara zelotica

## Bildgalleri

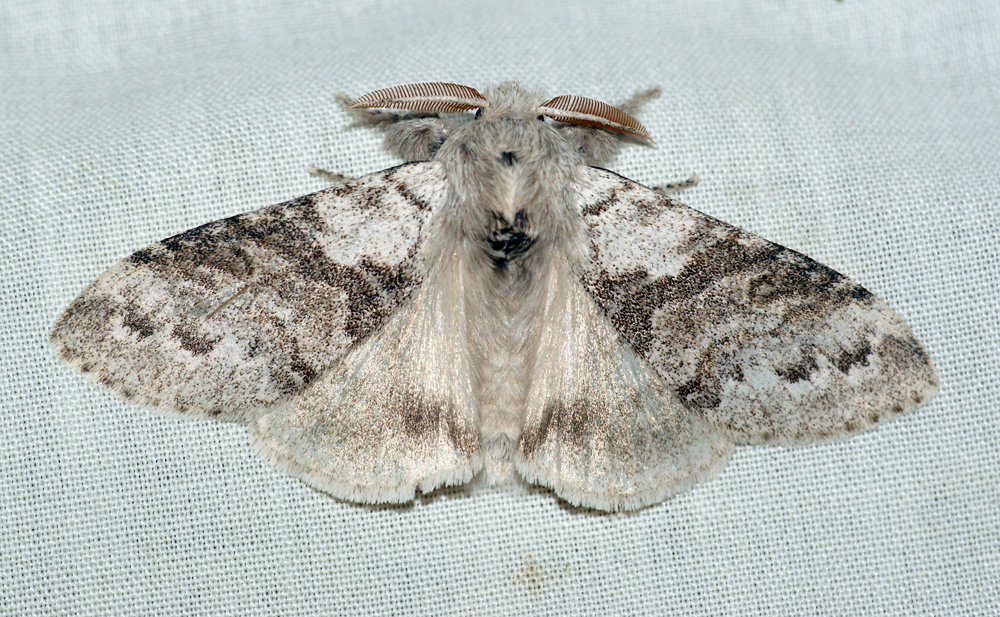
Bokspinnare, Calliteara pudibunda
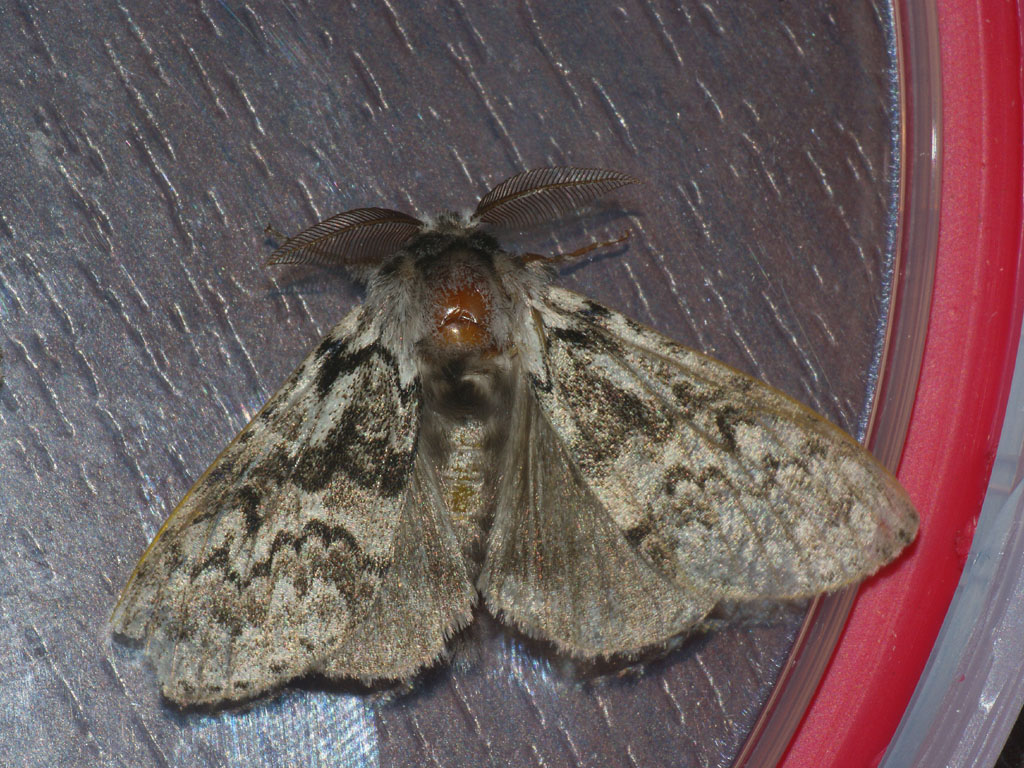
Granharfotsspinnare, Calliteara abietis
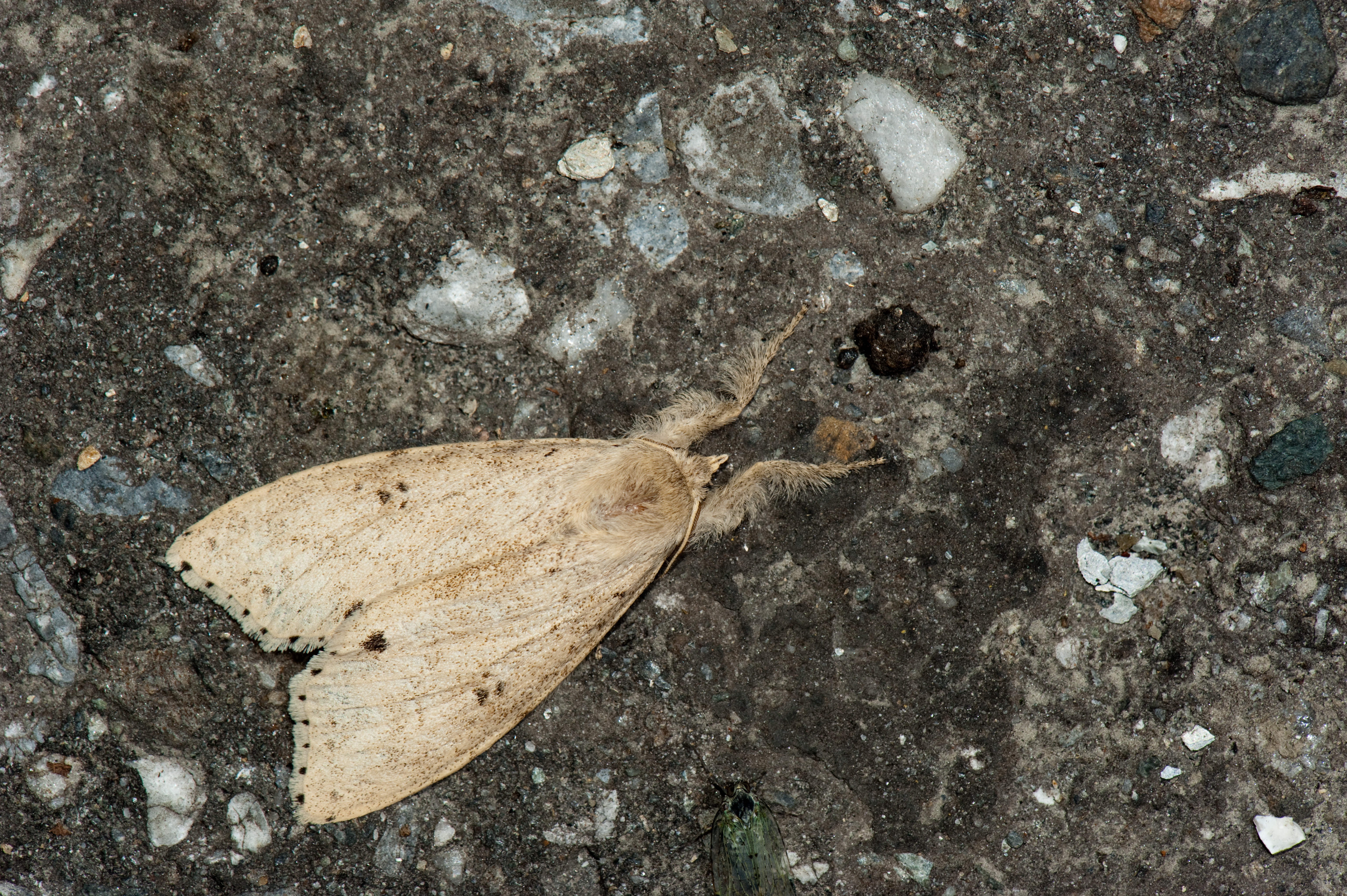
Calliteara angulata
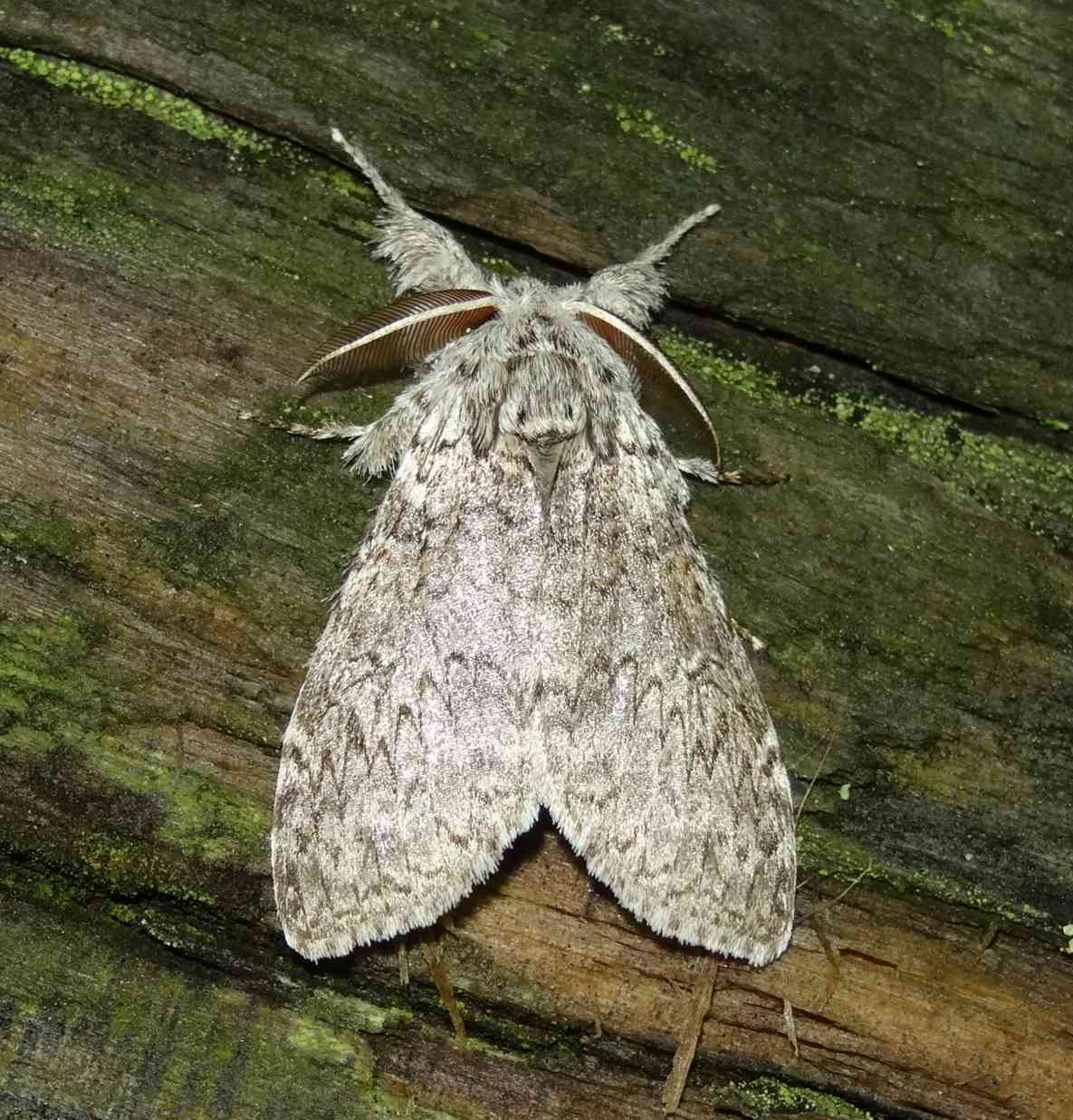
Calliteara arizana
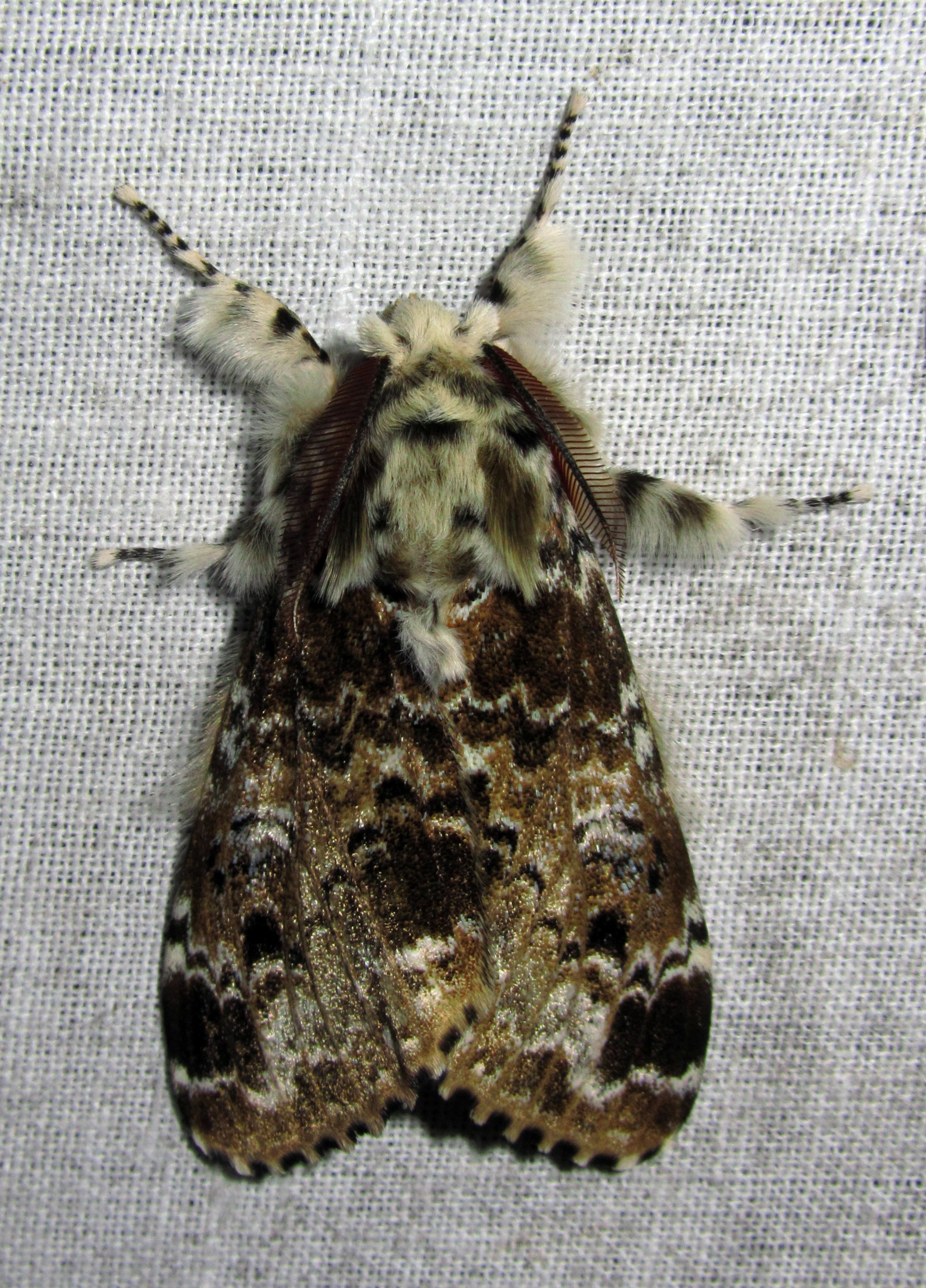
Calliteara complicata
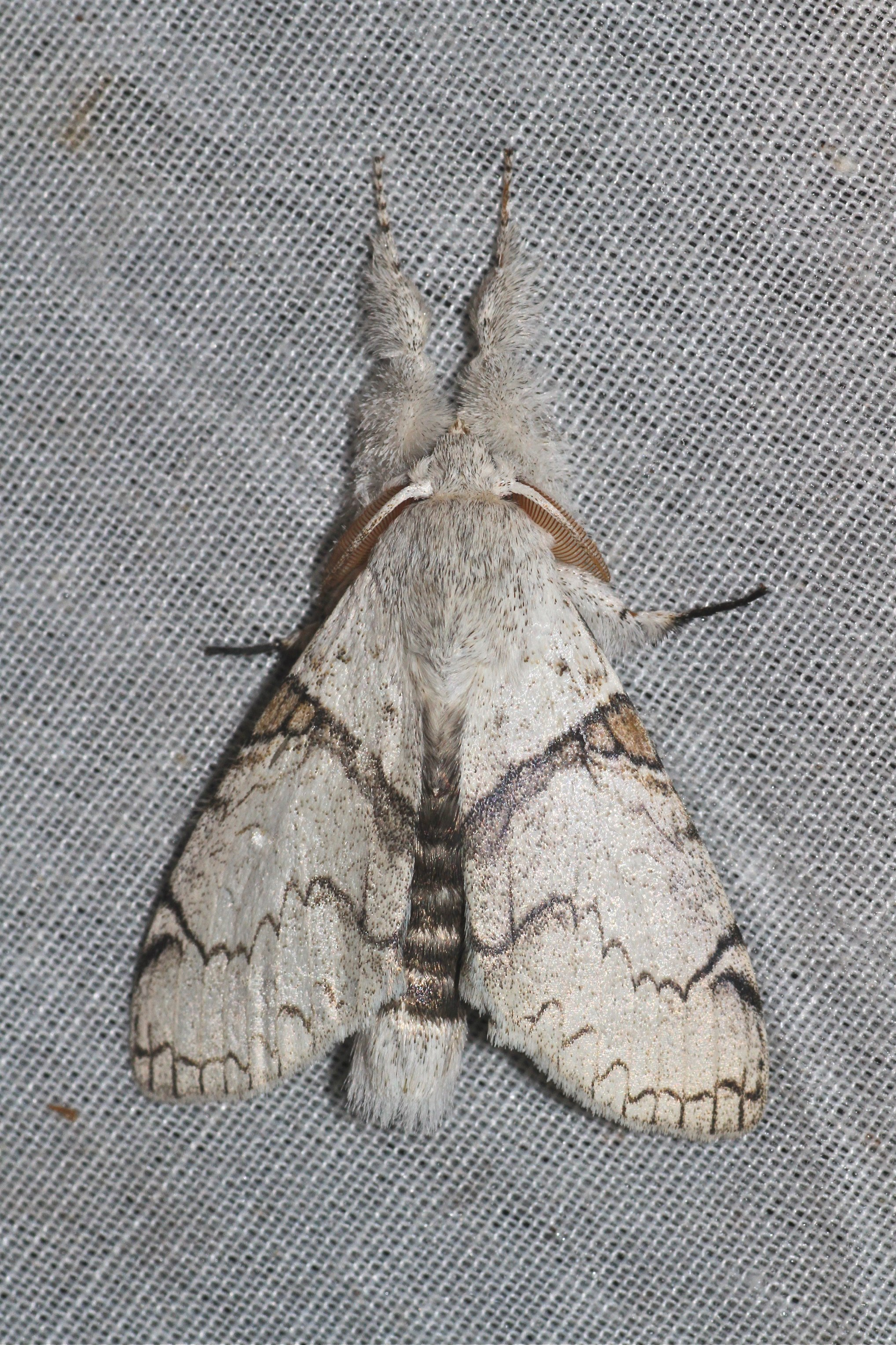
Calliteara diplozona
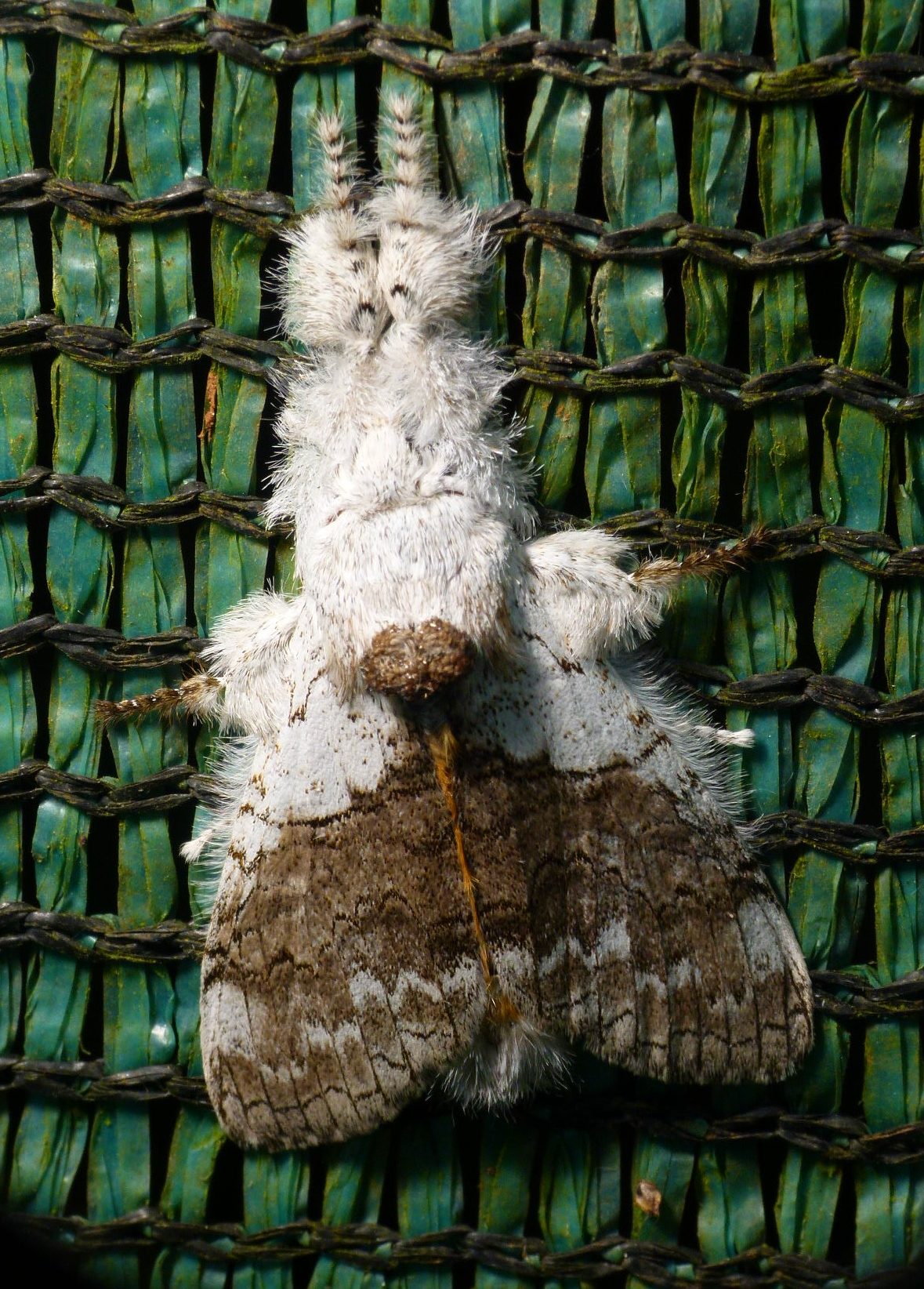
Calliteara grotei
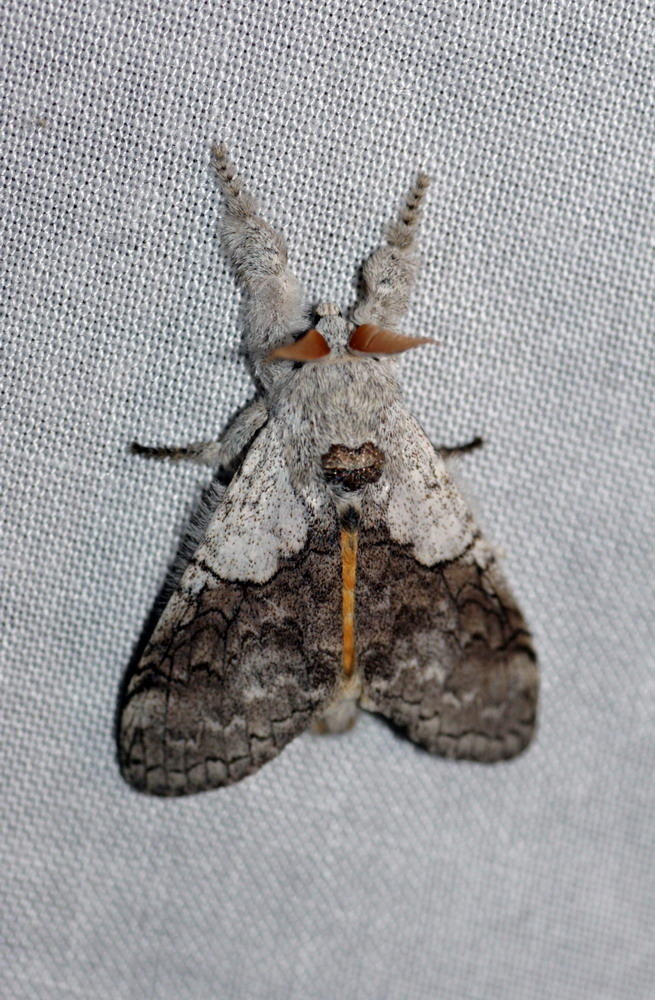
Calliteara horsfieldii
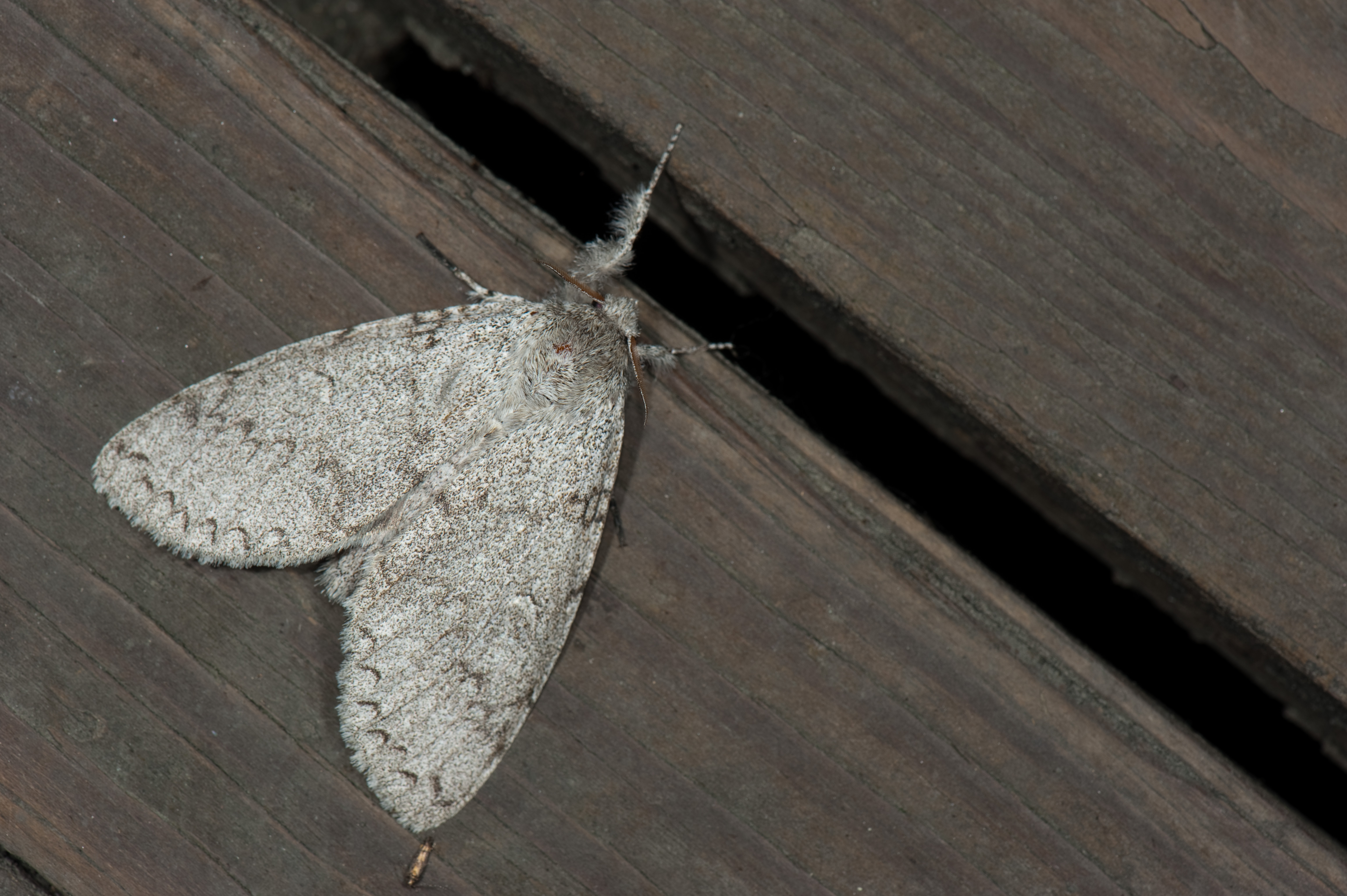
Calliteara lunulata
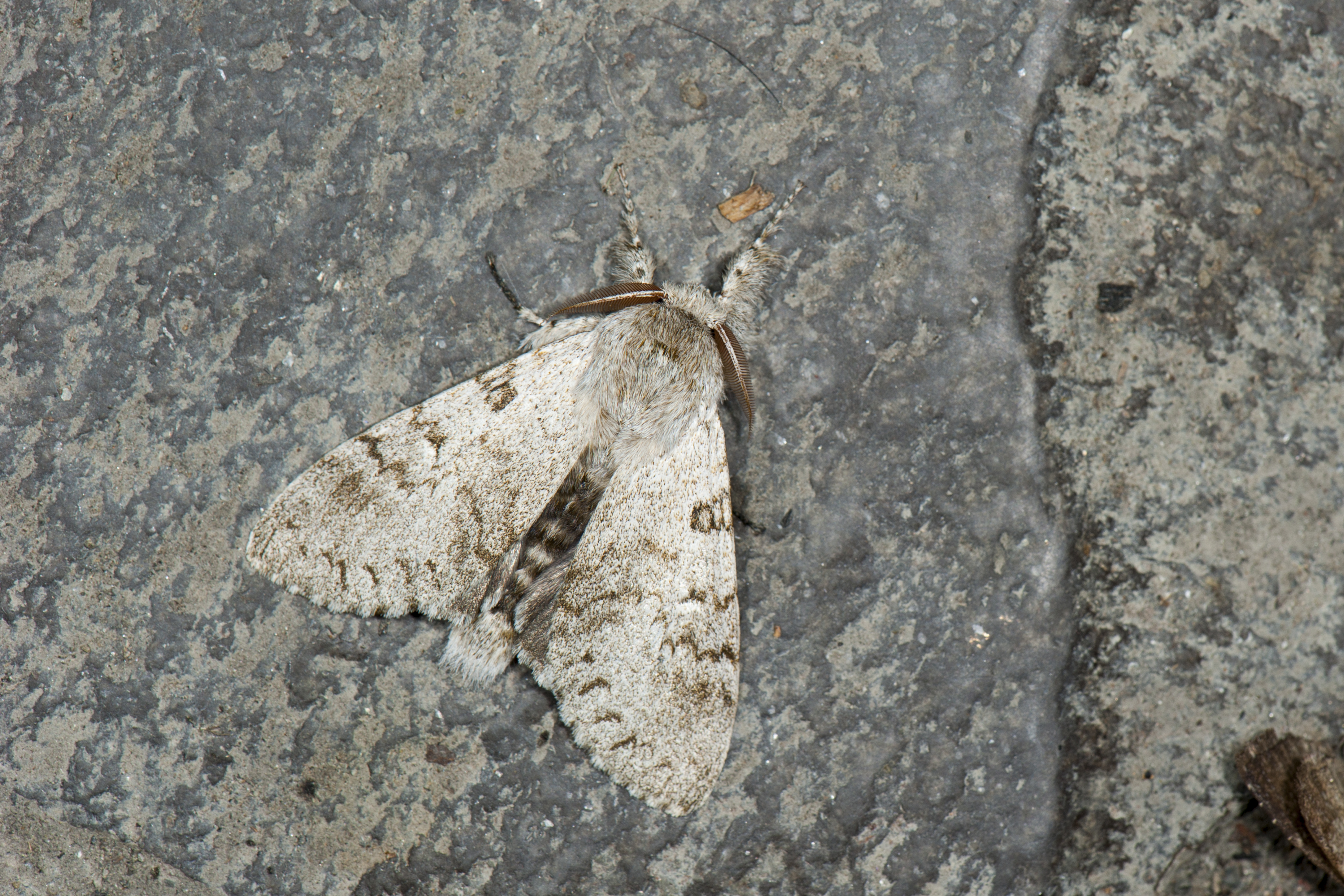
Calliteara postfusca
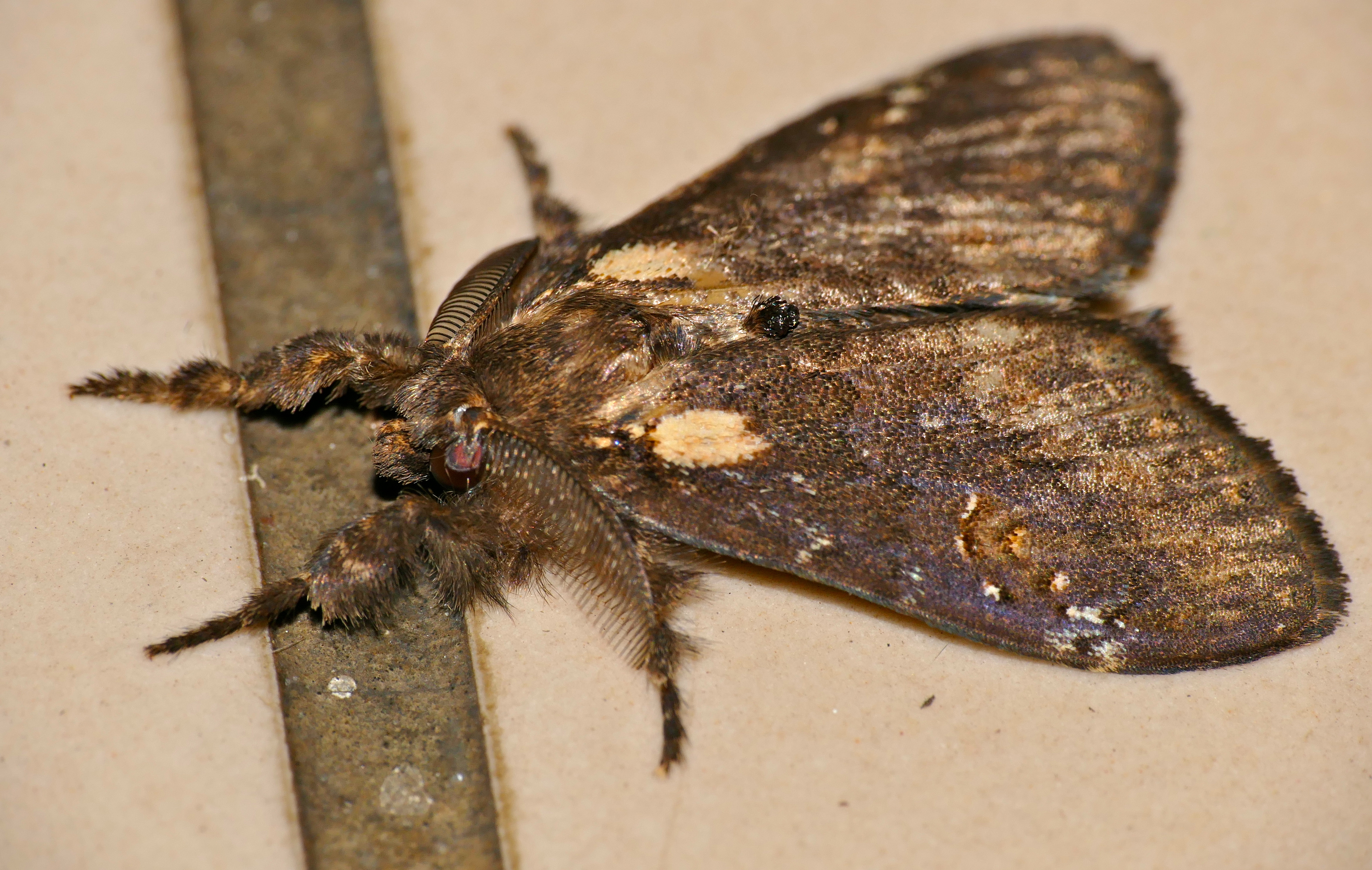
Calliteara strigata